# 熊蘭
熊蘭（1471年—1528年），字天秀，江西南昌府南昌縣人，民籍，明朝政治人物。

## 生平
弘治十四年（1501年）辛酉科江西鄉試第三十五名舉人。正德六年（1511年）中式辛未科會試第二百三十九名，登第三甲第一百一十名進士。授行人，十年八月选授福建道試御史，理河南鹾政。岁终代还，以外艰。嘉靖元年（1522年）壬午，服阕赴阙，改河南道，嘉靖四年巡按广东，五年出为直隸太平府知府，至郡五日，坐谗落职。嘉靖七年卒，年五十八。葬本里之楊園。

## 家族
曾祖熊素敬；祖父熊資直，贈承德郎刑部主事；父熊昭，以子貴封文林郎監察御史；母余氏。具慶下。弟熊葛（舉人）。